# معبد رونغبو
معبد رونغبو (بالإنجليزية: Rongwo Monastery)‏ هو معبد بوذي يقع في محافظة دسنغري في الصين في جبال التبت.
يتميز المعبد بأنه أكثر دار عبادة ارتفاعًا عن مستوى سطح البحر في العالم، حيث يرتفع 5100 متر عن مستوى سطح البحر. به باغودا بيضاء وراية الصلاة البوذية الملونة.